# Katsuya Okada
Katsuya Okada (岡田 克 也 Okada Katsuya, nascut el 14 de juliol de 1953) és un polític japonès que va ser viceprimer ministre del Japó de gener a desembre de 2012. Membre de la Cambra de Representants del Japó, és President del Partit Demòcrata i Anteriorment del Partit Demòcrata del Japó. També va ser Secretari General del DPJ tres vegades. Durant el període del PDJ al govern ell era ministre d'Afers Exteriors del Japó.
En 2016 va romandre com a líder quan el Partit Democràtic del Japó es va fusionar amb el Partit Innovador del Japó per convertir-se en el Partit Demòcrata.

## Primers anys i educació
Okada va néixer el 14 de juliol de 1953. És el segon fill de Takuya Okada, que és un cofundador del Grup AEON. El seu germà gran, Motoya Okada, és el president i CEO de Grup AEON. Ell té un germà més jove i una germana mitjana. Okada es va graduar de la Universitat de Tòquio amb un grau en dret, i va entrar al Ministeri de Comerç Internacional i Indústria. També va estudiar al Centre Weatherhead per a Assumptes Internacionals a la Universitat Harvard.

## Carrera política
Okada es va postular per a la Cambra de Representants en les eleccions generals de 1990 del PLD, el que representa el tercer districte de la prefectura de Mie, i més tard es va unir a la facció Takeshita del Partit Liberal Democràtic, i va seguir als líders de les faccions Tsutomu Hata i Ichiro Ozawa en unir-se al Partit Renovació Japó el 1993. A través d'una sèrie de divisions i fusions, Okada es va convertir en un membre del Partit Nova Frontera, Partit del Sol, i Minseitō. Finalment va entrar al PDJ després de la seva fusió amb Minseitō en 1998.
Es va convertir en president del PDJ el 18 de maig de 2004, i va conduir el PDJ a un dels seus més grans victòries electorals de la història durant la Cambra de Consellers eleccions de 2004. No obstant això, va renunciar després que el seu partit va patir pèrdues dramàtiques en les eleccions generals de setembre de 2005.
Okada es va postular per a la presidència el 2009, però va perdre enfront de Yukio Hatoyama. Després de l'èxit del PDJ a les eleccions generals de 2009, Hatoyama va seleccionar a Okada per ser el canceller.
Com canceller, Okada va ser un dels principals participants en les negociacions amb els Estats Units (EUA) sobre el trasllat de la Infanteria de Marina de l'Estació Aèria Futenma a Okinawa. El Ministeri d'Afers Exteriors també va confirmar l'existència d'un pacte secret rumorejat entre el Japó i els Estats Units, que permetia als militars dels Estats Units portar armes nuclears en territori japonès en contravenció del Tractat de Cooperació Mútua i Seguretat entre els Estats Units i el Japó. L'administració anterior va negar que existís tal pacte.
Al setembre de 2010, Okada va ser traslladat de ministre d'Afers Exteriors a secretari general del PDJ. Es creu que el paper de secretari general que se li va atorgar a Okada, que era vist com un aliat dins del partit del primer ministre, servia per assegurar la influència de Naoto Kan en el partit de govern, així com per ajudar a forçar el pas del govern projectes de llei al parlament.
Okada va ser candidat en l'elecció de la direcció del PDJ, celebrada el gener de 2015, després que l'expresident Banri Kaieda renunciés al perdre el seu seient. Okada va guanyar i es va retorna com a líder del PDJ, després d'un període de nou anys.
L'any 2016 es va mantenir com a líder quan el Partit Democràtic del Japó, que es va fusionar amb el Partit Innovació Japó per convertir-se en el Partit Democràtic. Després de la derrota del partit a la Cambra dels Consellers a les eleccions del juliol, va anunciar que no es presentaria a la reelecció com a líder en la reunió anual del partit durant el mes de setembre.